# Congrés Internacional de Matemàtics de 2018
El Congrés Internacional de Matemàtics de 2018 va ser el vint-i-vuitè Congrés Internacional de Matemàtics celebrat a Rio de Janeiro, Brasil, de l'1 al 9 d'agost de 2018.
3.018 matemàtics de 114 països van assistir a la trobada mundial de matemàtiques, que va comptar amb un total de 10.506 assistents i 416.000 visites al lloc web.
Va ser el primer Congrés celebrat a l'hemisferi sud. També va ser el primer d'Amèrica Llatina. Es va fer un acte sobre dones a les matemàtiques.
El Brasil també va organitzar l'Olimpíada Internacional de Matemàtiques el 2017. La Societat Brasilera de Matemàtiques va treballar amb el govern brasiler el 2017-2018 per promoure les matemàtiques. Això es deia Biênio da Matemática no Brasil.
L'Assemblea General de la Unió Matemàtica Internacional va escollir Brasil el 2014. El Congrés va ser a Riocentro, a Rio de Janeiro. El lloc principal on s'havia de celebrar el Congrés va ser anul·lat pocs dies abans del Congrés, i van haver de trobar-ne un de nou en dos dies.

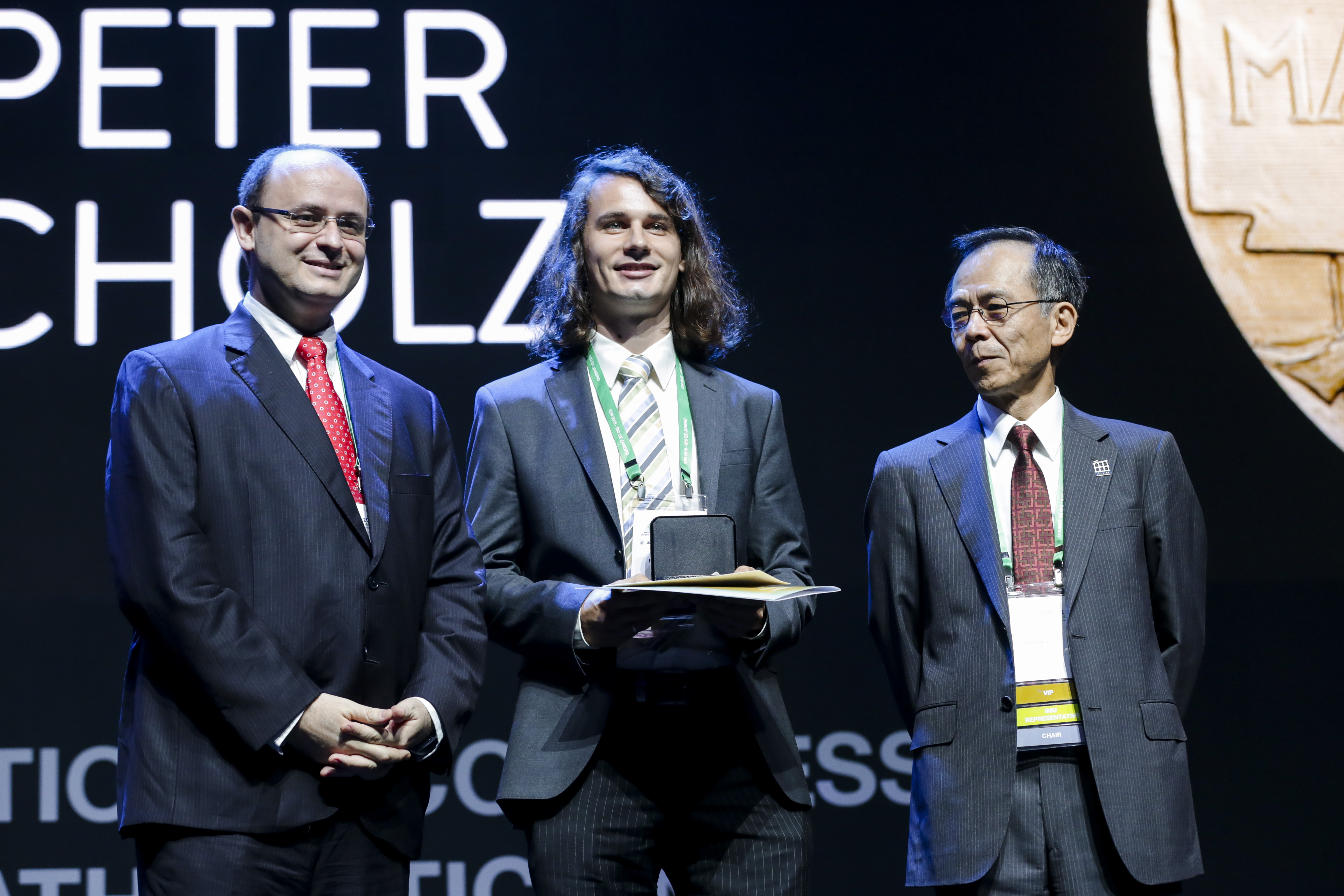
Medalla Fields per a Peter Scholze (2018)

Caucher Birkar, Alessio Figalli, Peter Scholze i Akshay Venkatesh van guanyar la medalla Fields. El premi Nevanlinna va ser atorgat a Constantinos Daskalakis. David Donoho va rebre el premi Gauss. El premi Chern Medal va ser atorgat a Masaki Kashiwara. Ali Nesin va guanyar el premi Leelavati.
La medalla Fields del matemàtic Caucher Birkar va ser robada minuts després que se li va entregar l'1 d'agost de 2018.